# ザスーラ
『ザスーラ』（Zathura: A Space Adventure）は、2005年のアメリカ合衆国のSFファンタジー映画。ボードゲームで起こったことが実際の現実世界でも起きてしまうという内容で話題を呼んだ『ジュマンジ』や『急行「北極号」』の作者クリス・ヴァン・オールズバーグの同名絵本が原作。
撮影はカリフォルニア州のロサンゼルスとカルバーシティで行われた。『ジュマンジ』と同じ系統だが、続編ではなく、「ジュマンジ世界からの新しい冒険」というプロットを持つ精神的続編として製作された。批評家からは好意的な評価を受けたが、興行的には失敗している。

## あらすじ

### ゲームの始まり
兄弟のウォルターとダニーは両親が離婚して以来、兄弟喧嘩が絶えなかった。父の家でも二人は喧嘩をしてばかり。そんなある日、父に急な仕事が入ったため、娘のリサに弟たちのお守りを頼み家を出て行く。ダニーは構ってもらおうとしてウォルターを怒らせてしまい、荷物用のエレベーターで地下室へ閉じ込められてしまう。地下室で「ザスーラ」というボードゲームを見付けたダニーは、居間に戻りウォルターと遊ぼうとするが、断られたため仕方なく一人でゲームを始める。ルーレットを回してコマが進むと、「流星群、急いで回避せよ」と書かれたカードがゲーム盤から出てきて、その内容通りに隕石が次々と家を突き破って降って来る。二人はゲームを止めようとするが、外を見てみると、いつの間にか家ごと宇宙を彷徨っていた。二人は自室で昼寝をしているリサに助けを求めるが、彼女は話を聞き入れずデートに行く準備をするため二人を部屋から追い出してしまう。その後ウォルターが進めたコマが止まったマスで「乗組員が5回の間、冷凍睡眠になる」というカードが出て、リサが氷漬けにされてしまう。
ウォルターは怖気付いたダニーを余所に、地球に帰るためにゲームを続けるが、「ロボットが故障」というカードが出てきて、巨大化した玩具のロボットが襲いかかってくる。逃げ回るウォルターはゲームを進めるようにダニーに促すが、家が惑星の重力に引かれて傾いていく。ロボットは重さに耐えられずに地下室に落下するが、そこで自動修理を始めたため、ウォルターは急いでゲームを続けようとする。しかし、ダニーはやる気をなくしてしまい、「もういじめない、弟を可愛がる」という条件をウォルターに認めさせてゲームに戻る。

### 宇宙飛行士との出会い
ダニーがカードを引くと「ゾーガンが来る」と書かれており、火に反応する肉食宇宙人ゾーガン星人の宇宙船が襲ってくる。ウォルターが「再プログラム」と書かれたカードを引くが何も起きなかったため、ダニーがカードを引くと「宇宙飛行士を救え」と書かれていた。すると、二人の前に宇宙飛行士が現れ、ゾーガン星人を追い払うために家中の火と電気を消させ、火を点けたソファーを囮にしてゾーガン星人を追い払った。15年間宇宙を彷徨っていたという宇宙飛行士は家の食べ物を食べ始めたため、ウォルターは彼を追い出そうとするが、助けられたダニーは「家に残って欲しい」と伝える。宇宙飛行士は家に残ることになったが、ウォルターは自分の意見を無視されたことで不機嫌になってしまう。二人はゲームに戻るが、ダニーがズルをして駒を進めてしまったため、順番が回ったウォルターが罰として宇宙に放り出されてしまう。ウォルターは宇宙飛行士に助けられるが、ズルをしたダニーと喧嘩を始めてしまう。同じころ、氷漬けから解放されたリサは寒さのあまりボイラーを付けてしまう。
ウォルターが引いたカードには「流れ星に願い事をすれば叶う」と書かれていたが、彼はダニーと喧嘩を始めてしまい険悪なムードの中で願い事を言おうとする。宇宙飛行士は「ウォルターがダニーを消そうとしている」と確信して必死にウォルターを引き止めるが、ウォルターは別の願いを叶えてもらっていた。宇宙飛行士が必死なことに疑問を感じた二人が尋ねると、彼は「15年前に弟とゲームをし、喧嘩した勢いで弟を消してしまいゲームを続けられなくなった」と語り、ウォルターにダニーを大切にするように語りかける。

### 地球への帰還
宇宙飛行士の話を聞いて仲直りした二人はゲームに戻ろうとするが、リサが点けた火に反応したゾーガン星人が再び家を襲い、ゲーム盤を居間ごと奪い取ってしまう。三人はゲーム盤を取り戻すため家を燃やし、事情の呑み込めないリサと共に部屋に隠れる。ゲーム盤がゾーガン星人の集まる地下室にあることを知った四人は、荷物用エレベーターを使い地下室にダニーを向かわせるが、地下室にはゲーム盤の箱しかなかった。しかし、宇宙船の中にゲーム盤があることを知ったダニーは、一人で宇宙船に乗り込みゲーム盤を取り戻すが、ゾーガン星人に見付かり襲われそうになる。間一髪ウォルターに助けられたダニーは地下室から逃げようとするが、ゾーガン星人に取り囲まれてしまう。そこに修理を終えたロボットが動き出し、ウォルターが「再プログラム」のカードを見せると、ロボットは正常な状態に戻りゾーガン星人を追い払っていく。
ゲームを再開したウォルターは再び願い事のカードを引き、「宇宙飛行士の弟を返して」と願う。すると、四人の前にもう一人のダニーが現れ、宇宙飛行士の正体がもう一人のウォルターだったことが判明する。宇宙飛行士はウォルターに感謝の言葉を伝え、ウォルターの身体の中に消えていく。驚く三人だったが、ゾーガン星人が援軍を引き連れて戻って来たため、急いでゲームを続ける。ダニーが惑星ザスーラに到着してゲームを終わらせるが、ザスーラの正体はブラックホールだったため、三人とゾーガン星人たちはブラックホールに呑み込まれてしまう。ダニーが目を覚ますと、そこは地球の父の家であり、ダニーとウォルターは無事に地球に戻れたことを喜ぶ。三人は迎えに来た母の車に乗り込み、父の家の庭には宇宙に放り出されたはずの自転車が空から落ちてきた。

## キャスト
| 役名                         | 俳優                     | 日本語吹替 | 日本語吹替                                    |
| 役名                         | 俳優                     | 劇場公開版 | 日本テレビ版                                  |
| ---------------------------- | ------------------------ | ---------- | --------------------------------------------- |
| ウォルター・バドウィング     | ジョシュ・ハッチャーソン | 千葉皓敬   | 鵜澤正太郎                                    |
| ダニー・バドウィング         | ジョナ・ボボ             | 海鋒拓也   | 本城雄太郎                                    |
| 宇宙飛行士(未来のウォルター) | ダックス・シェパード     | 咲野俊介   | 千葉一伸                                      |
| リサ・バドウィング           | クリステン・スチュワート | 山岸愛梨   | 平野綾                                        |
| バドウィング                 | ティム・ロビンス         | 井上和彦   | 大塚芳忠                                      |
| ロボットの声                 | フランク・オズ           | 青山穣     | 世界のナベアツ                                |
|                              |                          |            |                                               |
| 演出                         |                          | 清水洋史   | 中野洋志                                      |
| 翻訳                         |                          | 野口尊子   | 中村久世                                      |
| 調整                         |                          | 田中和成   | 山本洋平 中川ふみ子                           |
| 編集・録音                   |                          |            | ACスタジオ                                    |
| プロデューサー               |                          |            | 明比雪 稲毛弘之                               |
| プロデューサー補             |                          |            | 野地玲子 小川みゆき                           |
| 制作                         |                          | 東北新社   | 乃坂守蔵                                      |
| 初回放送                     |                          |            | 2008年8月8日 『金曜ロードショー』 21:03-22:54 |

## 製作
監督のジョン・ファヴローは『ジュマンジ』について「特に好きではない」と発言しており、彼と原作者のクリス・ヴァン・オールズバーグは、「『ザスーラ』と『ジュマンジ』はそれぞれ別の物語」という考えで一致していた。
ファヴローはCGIよりも特殊効果を使用することを好み、「実際に作った宇宙船で撮影したり、スタン・ウィンストンが手がけたロボットやゾーガン星人がセットを走り回る姿はとても楽しいです。それは俳優、特に若い俳優にとって多くの働きを見せます」と述べている。宇宙飛行士役のダックス・シェパードは、「CGIをベースにしていたら、この映画に興味は持たなかったでしょう」と述べている。クリステン・スチュワートも特殊効果での撮影を楽しみ、「私たちが家の壁を破くシーンは本当に破いたし、火事のシーンも実際に火を点けていました」「映画で唯一緑色のスクリーンで撮影したのは、ブラックホールのシーンだけでした」と語っている。
宇宙船はミニチュアを作り撮影し、ファヴローはスター・ウォーズシリーズの旧三部作で使用されていたような手法を用いて撮影することを楽しんでいた。しかし、いくつかのシーンでは宇宙船はCGで作られ、流星群や惑星もデジタルエフェクトで作られている。ゾーガン星人のスーツはスタン・ウィンストンのチームが作ったが、あるシーンでは完全にCGで作られたゾーガン星人も描かれている。VFXスーパーバイザーのピーター・トラヴァースは、原作の設定である「1950年代のSF様式」を維持し、「この設定は効果を作る際に重要なものとなった」と語っている。

## 評価

### 興行収入
本作は公開週末の興行成績は1,342万7,872ドルとなり、『チキン・リトル』に続く第2位の成績となった。翌週には『ハリー・ポッターと炎のゴブレット』が公開されたため観客数は62%減となり、最終的な北米興行収入は製作費の半分の2,925万8,869ドルしか得られなかった。国際市場での興行収入は3,506万2,632ドルを記録し、合計で6,432万1,501ドルの興行収入を記録したが、製作費を下回る結果に終わった。

### 批評
Rotten Tomatoesでは75%の支持率を得ている。ニューヨーク・タイムズのスティーヴン・ホールデンは「ボードゲームをするだけではなく、自分自身を世界に投影する」と批評し、子供のファンタジーへの欲求を満足させるものとして高評価を与えた。ワシントン・ポストのデソン・トムソンは、「『ザスーラ』は魅力的で、子供の時に感じたような驚きを与える映画」と批評している。
『ジュマンジ』とは「大人になったキャラクターを元の姿に戻す」という類似点があり、「ロビン・ウィリアムズがいない世界の『ジュマンジ』」とも表現されている。